# Glicoproteína 72 asociada a tumores (TAG 72)
La glucoproteína 72 asociada a tumores (TAG- 72) es un antígeno oncofetal de elevado peso molecular (por encima de 1000 kDa) con propiedades mucínicas, es decir, se caracteriza por estar asociado a células tumorales inmersas en cúmulos de moco extracelular. 
Su principal aplicación es el diagnóstico médico ya que en células tumorales se presenta en concentraciones elevadas respecto a su concentración habitual en tejidos sanos (inferiores a 6 U/ml).

## Cánceres donde se expresa y otros
La TAG 72 se sobre expresa en la matriz extracelular de distintas células cancerígenas en diferentes niveles, teniendo mayor afinidad por el cáncer de ovario, gástrico y colorectal y mostrando niveles más bajos de acumulación en el cáncer pulmonar y en los gliomas. Además de éstos, también tiene especificidad con los cánceres de mama y pancreáticos. 
La gran utilidad de esta glucoproteína en el ámbito sanitario recae en el hecho de que el pronóstico de un paciente con cáncer empeora vertiginosamente cuánto más tiempo pasa sin ser diagnosticado y por lo tanto, sin ser tratado. 
Los cánceres que sobre expresan la TAG 72 son comunes y muchos de ellos pueden ser eliminados rápidamente si se conoce con tiempo suficiente. En cambio, hay otros que no ofrecen mejor pronóstico que unos meses de vida. Este período se puede alargar con un rápido diagnóstico y un tratamiento inmediato.
Los gliomas, que consisten en la proliferación anormal de células gliales, tienen diferentes grados según el tipo de neoplasia, que está asociado a la severidad del cáncer. La TAG 72 es detectada en mayor o menor cantidad según el grado del glioma, lo que permite dar un resultado positivo o negativo a padecer la enfermedad, a la vez que indica del tipo de tumor con el que tratamos. Los tumores cerebrales, a los que pertenecerían los gliomas, afectan aproximadamente un 4 % de la población española enferma de cáncer (según una estimación de la SEOM para el 2015). Aunque este porcentaje es relativamente bajo, otros cánceres asociados a la TAG 72 como los colorectales, de pulmón y de mama constituyen, respectivamente, un 31, 28 y 21% de los cánceres en España.
Aparte de expresarse en células tumorales, la TAG 72 también presenta concentraciones significativamente mayores en los derrames pericárdicos malignos.

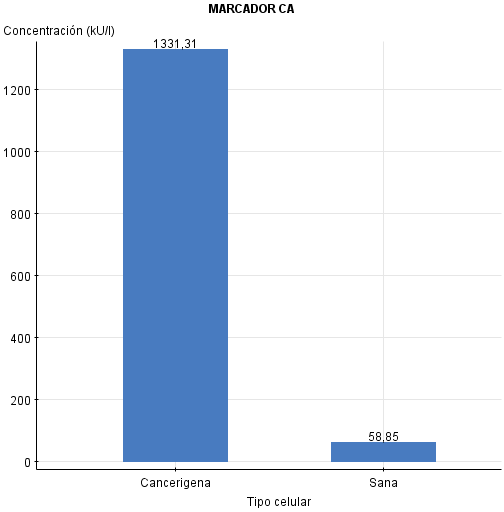
Comparación de la concentración del marcador CA, según el estudio de comparación de marcadores tumorales.

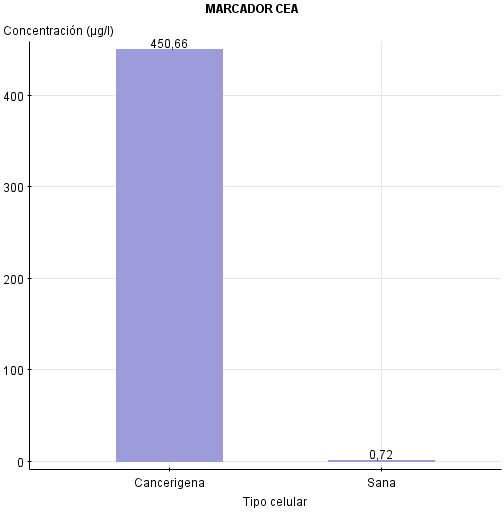
Comparación de la concentración del marcador CEA, según el estudio de comparación de marcadores tumorales.

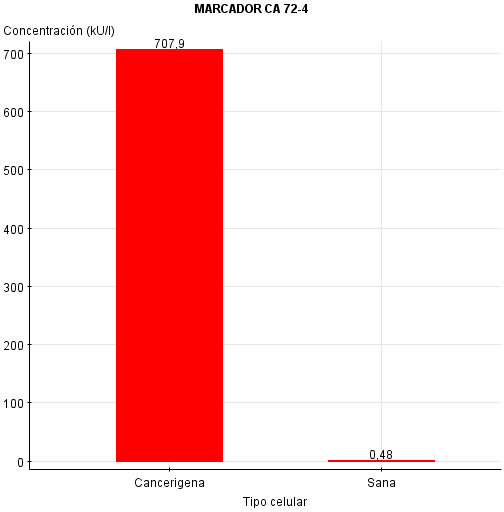
Comparación de la concentración del marcador CA 72-4, según el estudio de comparación de marcadores tumorales.

## Mecanismos de detección
Las células cancerígenas humanas se caracterizan, a diferencia de los tejidos sanos, por la sobre expresión de receptores tumorales en la superficie de sus membranas. Esta propiedad se utiliza para identificar nuevos ligandos formados por secuencias peptídicas específicamente ligadas con estos receptores. 
La glucoproteína 72 (TAG 72) es un claro ejemplo de proteínas asociadas a tumores. La TAG 72 muestra altos niveles de expresión en numerosos cánceres como el cáncer de ovarios o el de pulmón. En consecuencia, se considera que esta glucoproteína es un potencial elemento de investigación para el desarrollo de anticuerpos antitumorales y péptidos con alta afinidad y especificidad por las secuencias cancerígenas.
El listado secuencial de la biblioteca de péptidos es una herramienta útil para identificar aquellos que presentan afinidad específica con proteínas asociadas a células cancerígenas como la TAG 72. Concretamente se han encontrado dos péptidos, expresando las secuencias NPGTCKDKWEICLLNG y GGVSCMQTSPVCENNL, que han mostrado una conexión específica con la TAG 72. Como resultado se puede desarrollar una técnica de diagnóstico cancerígeno observando el nivel de expresión de estos péptidos.
Por otro lado, se debe tener en cuenta que existe un marcador tumoral llamado CA 72-4 que se presenta unido específicamente a la TAG 72. De esta manera su detección en el suero sanguíneo sirve como refuerzo para el diagnóstico de carcinomas digestivos (estómago, colon y páncreas y tracto biliar), cáncer de ovarios y cáncer gástrico entre otros. 
Se ha demostrado el buen funcionamiento de este marcador en un estudio del Hospital Universitario de Gießen y Marburg. El objetivo era simple: comparar la efectividad de cinco marcadores tumorales (CEA, CA 19-9, CA 72-4, SCC y NSE) en el derrame pericárdico. La comparación se hizo mediante la medición de las concentraciones de los marcadores en el líquido pericárdico según si presentaba derrames malignos o benignos. Los resultados obtenidos marcaron para los derrames malignos unas altas concentraciones de los marcadores CEA, CA 72-4 y CA 19-9.Y, en concreto, los niveles de CA 72-4 en el fluido pericárdico fueron los que presentaron mejor precisión. 
Consecuentemente, a partir de las conclusiones de esta investigación, se puede definir el CA 72-4 como un buen marcador tumoral ya que presenta exactitud en su medida y especificidad para un determinado tipo de cánceres.

## Presencia de CA 72-4 en derrames pericárdicos malignos
El marcador tumoral CA 72-4, unido específicamente a la TAG 72, ha demostrado también ser útil en la diferenciación entre derrames pericárdicos malignos (debidos a cáncer) y benignos (no debidos a cáncer). Conocer la diferencia es muy importante a la hora de hacer un pronóstico y aplicar el tratamiento. En un derrame pericárdico hay una cantidad de líquido en la cavidad pericárdica mayor a la habitual, pudiendo causar que el corazón bombee anormalmente. En el mismo estudio de la Universidad alemana citado anteriormente, se comparó líquido de un derrame pericárdico maligno con uno de benigno, sobre la base de las concentraciones de algunos marcadores tumorales, entre ellos el CA 72-4, en cada uno de ellos. Los resultados fueron los siguientes: en el líquido del derrame maligno, la concentración fue de 707,9-2397,55 kU/l; en el derrame benigno, en cambio, fue de 0,48-2,40 kU/l. De esta manera, indiscutiblemente el CA 72-4 está asociado a los derrames pericárdicos malignos. 